# Léopold Margaillan
Léopold Margaillan, né à Saint-Martin-de-Crau, est un raseteur français, second vainqueur de la Cocarde d'or.

## Biographie
Il reçoit le titre de « premier raseteur français » le 28 août 1928 à Mouriès. Il prend sa retraite en 1938, puis est emprisonné durant toute la Seconde Guerre mondiale. Il rasette à nouveau brièvement après la Libération.

### Palmarès
- Cocarde d'or : 1929[1]

## Postérité
Une rue d'Arles porte son nom.